# Amerila lactea
Amerila lactea är en fjärilsart som beskrevs av Rothschild 1910. Amerila lactea ingår i släktet Amerila och familjen björnspinnare. Inga underarter finns listade i Catalogue of Life.